# KNN의 텔레비전 프로그램 목록
다음은 KNN의 텔레비전 프로그램관련 작품을 통해 발표된 순서로 나열 및 정리한 것이다.
- 표기 방식
  - 장르 프로그램 제목 (방송 기간)

- 장르 구분

| S  | 보도 · 시사        |
| I  | 교양               |
| DO | 다큐멘터리         |
| V  | 연예 · 오락 · 예능 |
| M  | 음악               |
| Q  | 퀴즈               |
| DR | 국내 드라마        |
| F  | 외화 드라마        |
| AN | 만화 · 애니메이션  |

## ㄱ
AN 괴짜박사 지트백 (1996년)

## ㅅ
- AN 슈퍼마리오 (2003년)
- V 씨네포트 (1999년 11월 3일 ~ 2015년 11월 7일)

## ㅈ
AN 짱구는 못말려 (2003년)

## ㅎ
S 현장추적 싸이렌 (2003년 11월 11일 ~ 2014년 5월 25일)

## 숫자 또는 영문
- S KNN 모닝와이드 (2006년 3월 5일 ~ )
- S KNN 뉴스아이 (2006년 5월 15일 ~ )
- S KNN 뉴스와 생활경제 (2006년 5월 15일 ~ )

## 같이 보기
- 한국방송공사의 텔레비전 프로그램 목록
- 한국교육방송공사의 텔레비전 프로그램 목록
- 문화방송의 텔레비전 프로그램 목록
- SBS의 텔레비전 프로그램 목록
- OBS경인TV의 텔레비전 프로그램 목록
- tvN의 텔레비전 프로그램 목록
- OCN의 텔레비전 프로그램 목록
- JTBC의 텔레비전 프로그램 목록
- 매일방송의 텔레비전 프로그램 목록
- TV조선의 텔레비전 프로그램 목록
- 채널A의 텔레비전 프로그램 목록